# Anopheles georgianus
Anopheles georgianus är en tvåvingeart som beskrevs av King 1939. Anopheles georgianus ingår i släktet Anopheles och familjen stickmyggor. Inga underarter finns listade i Catalogue of Life.